# Nestor Makhno, un paysan d'Ukraine
Pour les articles homonymes, voir Makhno (homonymie).
Pour plus de détails, voir Fiche technique et Distribution.
Nestor Makhno, un paysan d’Ukraine est un documentaire français de 58 minutes réalisé par Hélène Châtelain en 1996 et sorti l'année suivante.

## Synopsis
Portrait de l'anarchiste Nestor Makhno qui est à l'initiative des premières communes libertaires autogérées en Ukraine, des soviets libres. Nestor Makhno défend les pauvres, la culture et la liberté, en 1917, il exproprie les aristocrates et les terres deviennent propriété sociale, un agriculteur ne pouvant posséder que la superficie qu'il peut cultiver seul sans salarié. Cette insurrection libertaire dans les terres cosaques est une des plus exemplaires réalisations de l'idéal anarchiste communiste, portée par la population, sur sa terre. 
Simultanément, il lutte victorieusement contre les Russes blancs avec son armée, la Makhnovchtchina. Mais en 1921 son alliée se retourne contre lui, l'armée rouge sous les ordres de Trotski détruit la Makhnovchtchina et contraint Makhno à l'exil, il finira sa vie à Paris.
Dans ce portait, Hélène Châtelain retrouve et reprend les écrits de Makhno, depuis ses journaux de jeunesse. Elle va à Goulaï-Polié et les fait lire aux actuels habitants. Son enquête en Ukraine, révèle ce que les mémoires conservent de lui, le batko («le petit père»). 
L'iconographie, les nombreux documents d'archives et les témoignages montrent cette légendaire figure insurrectionnelle mais aussi ce que la propagande communiste a voulu faire de lui : un paysan attardé, fou sanguinaire  et antisémite. Avec les preuves récoltées, Hélène Châtelain démonte les accusations calomnieuses que les dirigeants communistes ont répandu, par exemple sur le prétendu antisémitisme de Makhno, alors qu'il l'a combattu dès ses premières actions.

## Commentaire
Selon Isabelle Marinone, Maître de conférences en Histoire du Cinéma à l’Université de Bourgogne : « Le documentaire poétique d’Hélène Châtelain en 1996  « Nestor Makhno, un paysan d’Ukraine » constitue un témoignage visuel unique exhumant l’histoire de cette figure emblématique de l’anarchisme. L’expérience anarchiste en Ukraine fut pendant des générations, discréditée et ensevelie sous une représentation mythifiée que ce film permet de reconsidérer ».

## Fiche technique
- Réalisation : Hélène Châtelain
- Production / Diffusion : 13 Productions, La Parole errante, La Sept, voir en ligne

## Réception
- En 1997, Sélection française aux États généraux du film documentaire, Lussas (France)[4].

- En 2010, Nestor Makhno, un paysan d’Ukraine est présenté à la Cinémathèque française dans le cadre de la carte blanche de Jean-Pierre Bastid sur le thème Anarchie et Cinéma